# Acanthixalus sonjae
Acanthixalus sonjae är en groddjursart som beskrevs av Rödel, Kosuch, Veith och Ernst 2003. Acanthixalus sonjae ingår i släktet Acanthixalus och familjen gräsgrodor. Inga underarter finns listade i Catalogue of Life.
Denna groda har flera glest fördelade populationer i södra Elfenbenskusten och södra Ghana. Individerna lever i låglandet i regnskogar och i fuktiga lövfällande skogar. Fortplantningen sker i trädens håligheter som är fyllda med flera liter vatten. Larverna behöver 6 till 18 månader för sin utveckling.
Beståndet hotas av skogsröjningar och av gruvdrift. IUCN kategoriserar arten globalt som sårbar.